# Роберт Стернберг
Роберт Стернберг (енгл. Robert Jeffrey Sternberg; Њуарк, 8. децембар 1949) је амерички психолог и психометричар, бивши председник Америчког психолошког друштва, професор психологије на Универзитету Јејл. Дипломирао је на Јејлу, а докторирао на Универзитету Станфорд. Има десет почасних доктората: по један у Северној Америци и Јужној Америци, као и осам које је добио од европских универзитета (укључујући и Универзитета Хајделберг у Немачкој, где је почасни професор).
Истраживао је људску интелигенцију, врсте мишљења, когницију, љубав и мржњу и информативно процесне процедуре које користе људи при решавању задатка у тестовима интелигенције.

## Теорија интелигенције
Стернберг тврди да постоје три различита типа интелигенције:
- аналитичка
- креативна
- практична.

Аналитички задаци су јасно дефинисани и имају само један могући одговор. Практични проблем, који произилази из конкретног живота и може имати више одговора, поставља човека пред задатак да би га сам дефинисао.
Креативна интелигенција својствена је уметницима. У школи, као и на тестовима интелигенције, преовлађује аналитички тип задатака, тестови су инхерентно пристрасни према неким врстама умова.